# Pater familias (film)
Pour la locution latine, voir Pater familias.
Pour plus de détails, voir Fiche technique et Distribution.
Pater familias est un film italien réalisé par Francesco Patierno, sorti en 2003.

## Synopsis
Après dix ans de prison, Matteo rentre chez lui pour signer des documents légaux alors que son père et sur le point de mourir.

## Fiche technique
- Titre : Pater familias
- Réalisation : Francesco Patierno
- Scénario : Francesco Patierno et Massimo Cacciapuoti d'après son roman
- Musique : Angelo Talocci
- Photographie : Mauro Marchetti
- Montage : Luca Gazzolo
- Production : Umberto Massa
- Société de production : Kubla Khan
- Pays :  Italie
- Genre : Drame
- Durée : 88 minutes
- Dates de sortie : 
  -  Italie : 14 mars 2003

## Distribution
- Luigi Iacuzio : Matteo
- Federica Bonavolontà : Rosa
- Francesco Pirozzi : Michele
- Francesco Di Leva : Gerardo
- Domenico Balsamo : Alessandro
- Michelangelo Dalisi : Gegé
- Ferdinando Triola : Giovanni
- Vincenzo Pirozzi : Cosimo
- Carlo Triola : Antimo
- Antonella Migliore : Anna
- Renata Brando : la fille de Rosa
- Sergio Solli : le père de Rosa
- Marina Suma : la mère de Rosa
- Italo Celoro : Don Antonio

## Distinctions
Le film a été présenté en sélection officielle lors de la Berlinale 2003 dans la section Panorama.